# Lucius Aemilius Honoratus
Lucius Aemilius Honoratus (vollständige Namensform Lucius Aemilius Marci filius Voltinia Honoratus) war ein im 1. und 2. Jahrhundert n. Chr. lebender Angehöriger des römischen Senatorenstandes. Durch eine Inschrift, die in Nemausus gefunden wurde, ist seine Laufbahn bekannt.
Honoratus übte zunächst im Rahmen des Vigintivirats das Amt eines IIIvir capitalis aus. Danach wurde er Quaestor pro praetore in der Provinz Pontus et Bithynia. Nachdem er seine Tätigkeit als Quaestor beendet hatte, verblieb er in der Provinz, wo er dem neuen Statthalter als Legatus für ein Jahr zugeteilt war. Nach Rom zurückgekehrt, war er (in dieser Reihenfolge) Aedilis plebis, Praetor und Praefectus frumenti dandi ex senatus consulto. Danach wurde er in die Priesterschaft der Fetialen aufgenommen. Spätestens fünf Jahre nach der Praetur wurde er Statthalter (Proconsul) in der Provinz Creta et Cyrene.
Honoratus war in der Tribus Voltinia eingeschrieben und stammte aus Nemausus, dem heutigen Nîmes, wo er durch eine weitere Inschrift belegt ist. Er hatte alle seine Ämter jünger bekleidet, als es normalerweise zulässig gewesen wäre (maturius quam per annos permitti). Dies verdankte er der Gunst des Kaisers Trajan (beneficio Optimi principi), der möglicherweise durch seine Ehefrau Plotina dahingehend beeinflusst wurde, da diese wie Honoratus aus Nemausus stammte.

## Beurteilung der Laufbahn
Bernard Rémy hält es für paradox, dass Honoratus einerseits durch die Gunst des Kaisers gefördert wurde und dadurch seine Ämter sogar vor dem üblichen Alter ausüben konnte, dass er andererseits aber nur eine farblose, rein zivile Laufbahn absolvierte, die, mit Ausnahme der Priesterschaft der Fetialen, aus eher unbedeutenden Positionen bestand.
Hugo Thomas Dupuis Whitfield hält es für möglich, dass Honoratus die Statthalterschaft in einer friedlichen Provinz wie Creta et Cyrene mit Zustimmung des Kaisers wählen konnte, anstatt als Statthalter in eine Provinz mit mehr Prestige zu gehen. Vermutlich beendete er nach dieser Statthalterschaft seine Laufbahn im Staatsdienst und kehrte nach Nemausus zurück, wo er mit seiner Laufbahn zum Ruhm der Heimatstadt beitrug.

## Datierung
Bernard Rémy datiert die Quaestur etwa auf das Jahr 105 und die ganze Laufbahn in die Regierungszeit von Trajan (98–117). Paul von Rohden nimmt ebenfalls an, dass sich die Bezeichnung Optimus princeps auf Trajan bezieht. Werner Eck datiert die Statthalterschaft unter Vorbehalt in die Regierungszeit von Trajan; er weist darauf hin, dass Optimus princeps das einzige Datierungsmerkmal der Inschrift darstellt und dass diese Bezeichnung nicht nur für Trajan verwendet wurde, sondern auch für Tiberius (14–37) und Claudius (41–54).